# Paulo Sérgio Mota
Paulo Sérgio Mota (Santa Marinha (Vila Nova de Gaia), 13 de julho de 1991), conhecido como Paulinho, é um jogador de futebol profissional português que joga como lateral direito pelo  AEK Atenas.

## Carreira
Nascido em Santa Marinha (Vila Nova de Gaia), Distrito do Porto, Paulinho começou a sua carreira no futebol no FC Porto, jogando pelo clube dos 10 aos 18 anos. Em 2009 juntou-se a outra equipa do Norte, o Leixões SC, onde passou o último ano como jogador de base.
Na sua segunda temporada como profissional pela equipa de Matosinhos, Paulinho apareceu em 27 jogos do campeonato (todas partidas) para o ajudar a equipe a terminar no meio da tabela da segunda divisão . No verão de 2012, assinou um contrato de três anos com o recém-promovido Moreirense FC, por valores não revelados. Ele fez sua estreia na Primeira Liga em 26 de novembro, atuando no empate em casa de 2 a 2 contra o Sporting CP .
Com exceção de 2013–14, Paulinho continuou a competir no nível mais alto nos anos seguintes. representando no processo o supracitado Moreirense, CF União, GD Chaves (duas passagens)  e SC Braga . Ele marcou seu primeiro gol como profissional em 21 de agosto de 2013, ajudando Moreirense a aplicar uma goleada contra o Chaves por 7-0 pela segunda divisão.
Em 7 de junho de 2019, o AEK Atenas confirmou que Paulinho assinou com o clube grego por dois anos, com opção de prorrogação por mais um.
Em 4 de Novembro de 2022, Paulinho assinou pelo Marítimo até 2024 .